# 岩岡伊代治

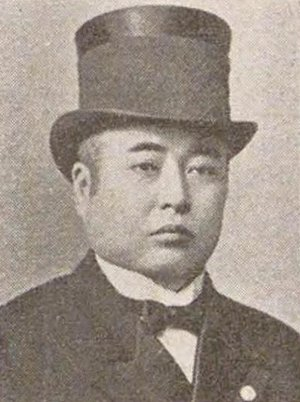
岩岡伊代治

岩岡 伊代治（いわおか いよじ、元治元年11月28日（1864年12月26日） - 大正10年（1921年）11月28日）は、日本の衆議院議員（立憲政友会）。弁護士。画家岩岡とも枝の父。

## 経歴
信濃国安曇郡倭村（現在の長野県松本市）出身。明治法律学校（現在の明治大学）を卒業し、東京市日本橋区で弁護士を開業した。
1912年（明治45年）、第11回衆議院議員総選挙に出馬し、当選を果たした。